# 883 (Band)
883 war eine erfolgreiche italienische Pop-Rock-Gruppe, gegründet von Max Pezzali und Mauro Repetto.

## Geschichte
In den 1980er Jahren begannen in einem Gymnasium in Pavia die Schulfreunde Max Pezzali und Mauro Repetto Lieder über Amerika und den Erfolg zu schreiben. Der erste Auftritt vor größerem Publikum folgte 1989 in der Sendung „1-2-3 Jovanotti“ des italienischen Sängers Jovanotti. Unter dem Namen „I Pop“ sangen sie Lieder in englischer Sprache, musikalisch meist an den Rap angelehnt.
Einige Zeit später arbeiteten sie zusammen mit Claudio Cecchetto, änderten ihren Namen von „I Pop“ zu „883“ und begannen an weiteren Songs zu arbeiten. Der neue Name bezog sich auf ein Motorradmodell der Marke Harley-Davidson, welche eine Leidenschaft der beiden darstellte.
1994 verließ Repetto die Formation, da er sein Glück im Filmgeschäft versuchen wollte. Im Jahre 2003 schließlich warf auch Pezzali das Handtuch, um eine Solo-Karriere zu beginnen. 883 löste sich auf.
1999 coverte die Band für ihr Album Grazie mille das Stück Once in a Lifetime des deutschen Synthi-Pop-Duos Wolfsheim. Aus dem im Original englischsprachigen Titel wurde eine italienische Version mit dem Titel Almeno una volta.

## Diskografie

### Alben
| Jahr | Titel Musiklabel                         | Höchstplatzierung, Gesamtwochen, AuszeichnungChartplatzierungen (Jahr, Titel, Musiklabel, Platzierungen, Wochen, Auszeichnungen, Anmerkungen) | Höchstplatzierung, Gesamtwochen, AuszeichnungChartplatzierungen (Jahr, Titel, Musiklabel, Platzierungen, Wochen, Auszeichnungen, Anmerkungen) | Höchstplatzierung, Gesamtwochen, AuszeichnungChartplatzierungen (Jahr, Titel, Musiklabel, Platzierungen, Wochen, Auszeichnungen, Anmerkungen) | Anmerkungen |
| Jahr | Titel Musiklabel                         | IT | AT | CH | Anmerkungen |
| ---- | ---------------------------------------- | --- | --- | --- | --- |
| 1992 | Hanno ucciso l’Uomo Ragno FRI            | IT1 Platin (2022) · (27 Wo.)IT | — | — | Erstveröffentlichung: 10. Februar 1992 2000 Platz 69 (3 Wochen) in den FIMI-Charts 2024 Platz 6 (6 Wochen) in den FIMI-Charts Verkäufe: + 30.000 |
| 1993 | Nord sud ovest est FRI                   | IT1 Platin (2024) · (40 Wo.)IT | — | CH17 Gold · (16 Wo.)CH | Erstveröffentlichung: Juni 1993 Verkäufe: + 75.000                                                                                               |
| 1994 | Remix ’94 FRI                            | IT2 (16 Wo.)IT | — | — | Erstveröffentlichung: 29. April 1994 Remixalbum                                                                                                  |
| 1995 | La donna il sogno & il grande incubo FRI | IT1 Gold (2024) · (43 Wo.)IT | — | CH5 (14 Wo.)CH | Erstveröffentlichung: 1. Juli 1995 Verkäufe: + 25.000                                                                                            |
| 1997 | La dura legge del gol! FRI               | IT1 Gold (2024) · (41 Wo.)IT | — | CH12 (13 Wo.)CH | Erstveröffentlichung: 18. Juni 1997 Verkäufe: + 25.000                                                                                           |
| 1999 | Grazie mille FRI                         | IT2 (50 Wo.)IT | AT14 (7 Wo.)AT | CH35 (10 Wo.)CH | Erstveröffentlichung: 23. Oktober 1999 |
| 2001 | 1 in più CGD/Warner                      | IT1 (35 Wo.)IT | — | CH32 (14 Wo.)CH | Erstveröffentlichung: 21. Juni 2001 |

### Kompilationen
| Jahr | Titel Musiklabel                                | Höchstplatzierung, Gesamtwochen, AuszeichnungChartplatzierungen (Jahr, Titel, Musiklabel, Platzierungen, Wochen, Auszeichnungen, Anmerkungen) | Höchstplatzierung, Gesamtwochen, AuszeichnungChartplatzierungen (Jahr, Titel, Musiklabel, Platzierungen, Wochen, Auszeichnungen, Anmerkungen) | Höchstplatzierung, Gesamtwochen, AuszeichnungChartplatzierungen (Jahr, Titel, Musiklabel, Platzierungen, Wochen, Auszeichnungen, Anmerkungen) | Anmerkungen                                                  |
| Jahr | Titel Musiklabel                                | IT | AT | CH | Anmerkungen                                                  |
| ---- | ----------------------------------------------- | --- | --- | --- | ------------------------------------------------------------ |
| 1998 | Gli anni FRI                                    | IT1 Platin (2022) · (40 Wo.)IT | — | CH22 (9 Wo.)CH | Erstveröffentlichung: 16. Juli 1998 Verkäufe: + 50.000       |
| 2000 | Mille grazie Warner                             | — | — | CH24 (13 Wo.)CH | nur im DACH-Raum erschienen                                  |
| 2002 | Love/Life: l’amore e la vita al tempo degli 883 | IT6 (22 Wo.)IT | — | — | Erstveröffentlichung: 8. November 2002 als Max Pezzali / 883 |
| 2011 | Collection                                      | IT23 Gold · (20 Wo.)IT | — | — | Verkäufe: + 25.000; 3-CD-Box                                 |

### Singles (Auswahl)
| Jahr | Titel Album                                           | Höchstplatzierung, Gesamtwochen, AuszeichnungChartplatzierungen (Jahr, Titel, Album, Platzierungen, Wochen, Auszeichnungen, Anmerkungen) | Höchstplatzierung, Gesamtwochen, AuszeichnungChartplatzierungen (Jahr, Titel, Album, Platzierungen, Wochen, Auszeichnungen, Anmerkungen) | Höchstplatzierung, Gesamtwochen, AuszeichnungChartplatzierungen (Jahr, Titel, Album, Platzierungen, Wochen, Auszeichnungen, Anmerkungen) | Anmerkungen                                                                                            |
| Jahr | Titel Album                                           | IT | AT | CH | Anmerkungen                                                                                            |
| --- | ----------------------------------------------------- | --- | --- | --- | --- |
| 1992 | Hanno ucciso l’Uomo Ragno                             | IT1 ×2Doppelplatin (2024) · (24 Wo.)IT                                                                                                   | — | — | Verkäufe: + 200.000                                                                                    |
| 1993 | Sei un mito Nord sud ovest est                        | IT1 Platin (2024) · (21 Wo.)IT | AT21 (5 Wo.)AT | CH32 (3 Wo.)CH | Verkäufe: + 100.000                                                                                    |
| 1993 | Nord sud ovest est                                    | IT4 Platin (2021) · (12 Wo.)IT | — | — | Verkäufe: + 70.000                                                                                     |
| 1993 | Ma perché Nord sud ovest est                          | IT10 (6 Wo.)IT | — | — | |
| 1993 | Rotta per casa di Dio Nord sud ovest est              | IT9 (14 Wo.)IT | — | — | |
| 1993 | Come mai Nord sud ovest est                           | IT2 ×2Doppelplatin (2023) · (29 Wo.)IT                                                                                                   | — | — | Verkäufe: + 200.000; inkl. Remix 1994                                                                  |
| 1993 | Nella notte Nord sud ovest est                        | IT9 (14 Wo.)IT | — | — | |
| 1994 | Chiuditi nel cesso Remix ’94                          | IT2 (13 Wo.)IT | — | — | Erstveröffentlichung: Juli 1994                                                                        |
| 1995 | Senza averti qui La donna il sogno & il grande incubo | IT3 (6 Wo.)IT | — | — | Erstveröffentlichung: 21. Februar 1995                                                                 |
| 1995 | Tieni il tempo La donna il sogno & il grande incubo   | IT22 Gold · (2 Wo.)IT | — | — | Erstveröffentlichung: 15. Mai 1995 Verkäufe: + 35.000                                                  |
| 1996 | Gli anni La donna il sogno & il grande incubo         | IT20 ×3Dreifachplatin (2024) · (2 Wo.)IT                                                                                                 | — | — | Erstveröffentlichung: 26. Februar 1996 2013 Platz 70 (2 Wochen) in den FIMI-Charts Verkäufe: + 300.000 |
| 1997 | Un giorno così La dura legge del gol!                 | IT1 (6 Wo.)IT | — | — | Erstveröffentlichung: Mai 1997 Platz 12 (9 Wochen) in den M&D-Charts                                   |
| 1997 | La regola dell’amico La dura legge del gol!           | IT— Gold (2023)IT | — | — | Platz 15 (6 Wochen) in den M&D-Charts                                                                  |
| 1999 | Viaggio al centro del mondo Grazie mille              | IT5 (9 Wo.)IT | — | — | Erstveröffentlichung: Juli 1999 Platz 12 (13 Wochen) in den M&D-Charts                                 |
| 2001 | Bella vera 1 in più                                   | IT6 Gold (2024) · (16 Wo.)IT | — | — | Erstveröffentlichung: April 2001                                                                       |
| 2001 | La lunga estate caldissima 1 in più                   | IT19 (8 Wo.)IT | — | — | Erstveröffentlichung: Juli 2001                                                                        |
| 2001 | Come deve andare 1 in più                             | IT20 (11 Wo.)IT | — | — | Erstveröffentlichung: Oktober 2001                                                                     |
| 2002 | Ci sono anch’io Love/Life                             | IT7 (18 Wo.)IT | — | — | Erstveröffentlichung: Oktober 2002                                                                     |
| Folgende Lieder erschienen nicht als Single, wurden aber durch das Album zum Download und Streaming bereitgestellt und konnten somit eine Platzierung erlangen: |                                                       | | | | |
| |                                                       | | | | |
| 2024 | Con un deca Hanno ucciso l’Uomo Ragno                 | IT60 (… Wo.)IT | — | — | |

Weitere Singles
- 1995: Una canzone d’amore (Max Pezzali & 883) – Platin (100.000+)[3]
- 1995: Ti sento vivere (Max Pezzali & 883) – Gold (50.000+)[3]
- 1997: Nessun rimpianto (Max Pezzali & 883) – Platin (100.000+)[3]
- 1997: La dura legge del gol! (Max Pezzali & 883) – Gold (50.000+)[3]
- 1998: Io ci sarò (Max Pezzali & 883) – Gold (50.000+)[3]
- 2000: La regina del Celebrità (Max Pezzali & 883) – Gold (50.000+)[3]
- 2004: Lo strano percorso (Max Pezzali & 883) – Gold (25.000+)[3]
- 2004: Il mondo insieme a te (Max Pezzali & 883) – Platin (100.000+)[3]
- 2005: Eccoti (Max Pezzali & 883) – Platin (50.000+)[3]